# Kaupang
Kaupang è una città fondata nel 780 durante l'età in cui i vichinghi iniziarono le loro scorrerie contro la Gran Bretagna e altre parti d'Europa. Fu abbandonata per ragioni sconosciute attorno al X secolo. È situata nella contea di Vestfold in Norvegia, e nell'800 ne era la più grande città commerciale.
I primi scavi furono iniziati nel 1867 da Nicolay Nicolaysen. La maggior parte degli archeologi ritiene Kaupang il primo insediamento urbano di un certo rilievo in Norvegia. Gli scavi e gli studi hanno dimostrato che era un centro importante per l'artigianato ed il commercio. I beni commerciati includono ferro, pietra ollare e forse pesce.
Kaupang viene menzionata con il nome di Skiringssal (o Sciringesheal) nei racconti di Ohthere di Hålogaland; Ohthere visitò Kaupang nel nono secolo e ne parlò come di un mercato.
Nell'estate del 2000 l'università di Oslo ha avviato un'estesa campagna di scavi a Kaupang; a capo dei lavori c'è il professor Dagfinn Skre.